# Linia kolejowa nr 808
Linia kolejowa nr 808 Września – Podstolice – zelektryfikowana i eksploatowana w ruchu pasażerskim oraz towarowym łącznica kolejowa łącząca stację kolejową Września z Podstolicami (w powiecie wrzesińskim, w województwie wielkopolskim) mająca status linii o znaczeniu państwowym.

## Historia
Powstała w 1887 jako odcinek lokalnej linii ze stacji Poznań Wschód do stacji Strzałkowo KPEV, gdzie znajdowała się komora celna. Do 1921, kiedy to zbudowano odcinek Strzałkowo - Kutno linia nie odgrywała większej roli w gospodarce. W czasie II wojny światowej zyskała na znaczeniu, dzięki dobudowaniu drugiego toru. W latach 1942–1943 oraz 1964–1965 jako nadal część linii kolejowej nr 3 zmieniła nieco przebieg, a w 1964 doczekała się elektryfikacji. W 1977 w związku z budową obwodnicy stacji Września, linia została przemianowana na łącznicę kolejową nr 808.

## Modernizacja linii kolejowej nr 3
W ramach robót modernizacyjnych na linii kolejowej nr 3 zostaną wykonane nowe perony na stacji Podstolice, wymieniona zostanie nawierzchnia torowa i sieć trakcyjna, zabudowane zostaną nowe rozjazdy, co pozwoli na zwiększenie prędkości jazdy również na samej linii 808 do 120 km/h w obu torach szlakowych (dotychczas 120 km/h obowiązywała jedynie w torze nr 2).